# Oceanitidae
Gli Oceanitidi (Oceanitidae Forbes, 1881) sono una famiglia di uccelli acquatici dell'ordine Procellariiformes.

## Tassonomia
La famiglia comprende i seguenti generi e specie:
- Genere Oceanites Keyserling & J.H. Blasius, 1840
  - Oceanites gracilis (Elliot, 1859) – uccello delle tempeste culbianco
  - Oceanites oceanicus (Kuhl, 1820) – uccello delle tempeste di Wilson
  - Oceanites pincoyae Harrison et al., 2013 - uccello delle tempeste di Pincoya
- Genere Garrodia W.A. Forbes, 1881
  - Garrodia nereis (Gould, 1841) – uccello delle tempeste dorsogrigio
- Genere Pelagodroma Reichenbach, 1853
  - Pelagodroma marina (Latham, 1790) – uccello delle tempeste facciabianca
- Genere Fregetta Bonaparte, 1855
  - Fregetta grallaria (Vieillot, 1818) – uccello delle tempeste panciabianca
  - Fregetta tropica (Gould, 1844) – uccello delle tempeste pancianera
  - Fregetta maoriana (Mathews, 1932) - uccello delle tempeste della Nuova Zelanda
- Genere Nesofregetta Mathews, 1912
  - Nesofregetta fuliginosa (J.F.Gmelin, 1789) – uccello delle tempeste di Polinesia

In passato tali generi erano classificati all'interno della famiglia Hydrobatidae da cui sono stati segregati in base alle risultanze di studi filogenetici.